# أمين الخولي
أمين أنور الخولي (1313 هـ / 1 مايو 1895 - 1385 هـ / 9 مارس 1966)، هو أديب مصري، وثوري شارك في ثورة 1919 ونُفي مع سعد زغلول إلى السيشيل. عرف الشيخ أمين الخولي بزيه الأزهري المميز، وبحكم رئاسته للقسم ووكالته لكلية الآداب بجامعة فؤاد الأول والقيام بأعمال العميد لفترات قصيرة.

## نشأته
ولد الشيخ أمين الخولي في أول مايو عام 1895 في قرية شوشاي في مركز أشمون بمحافظة المنوفية. دخل مدرسة لافيسوني في القاهرة ثم مدرسة المحروسة. حفظ القرآن وهو في العاشرة من عمره. وتخرج من مدرسة القضاء الشرعي. تزوج الشيخ أمين الخولي من الدكتورة عائشة عبد الرحمن وأنجب منها 3 أبناء .

## عمله
- تم تعيينه مدرسا في مدرسة القضاء الشرعي في 10 مايو عام 1920
- في 1923، تم تعيينه إماماً للسفارة المصرية في روما
- نقل إلى مفوضية مصر في برلين عام 1926
- عاد عام 1927 إلى وظيفته في القضاء الشرعي
- انتقل إلى قسم اللغة العربية بكلية الآداب 1928، وأصبح رئيسا لقسم اللغة العربية، ثم وكيلا لكلبة الآداب في 1946
- تم تعيينه عام 1953 مستشارا لدار الكتب
- عمل مديراً عاما للثقافة حتى خرج إلى المعاش أول مايو 1955
- كتب في عديد من الصحف والمجلات وأصدر العديد من الدراسات والأعمال الإبداعية
- أسس جماعة الأمناء عام 1944، ومجلة الأدب عام 1956
- عضو مجمع اللغة العربية بالقاهرة عام 1966

## من مؤلفاته
- المجددون في الإسلام
- من هدي القرآن: القادة والرسل
- التفسير: نشأته - تدرجه - تطوره - كتب دائرة المعارف الإسلامية
- صلة الإسلام بإصلاح المسيحية
- من هدي القرآن: في رمضان
- تاريخ الملل والنحل
- تاريخ الحضارة المصرية: المجلد الثاني - العصر اليوناني والروماني والعصر الإسلامي
- مناهج تجديد في النحو والبلاغة والتفسير والأدب
- من هدي القرآن: في اموالهم
- في الأدب المصري

## وفاته
توفي الشيخ أمين الخولي في الساعة الثالثة بعد ظهر يوم الأربعاء الموافق التاسع من شهر مارس عام 1966 ودفن في قريته شوشاي. وتقول الكاتبة تلميذته وزوجته د. بنت الشاطئ: 